# Heidi Jäger
Adelheid „Heidi“ Jäger (geboren als Adelheid Lehmann, zeitweilig verheiratete Adelheid Sott; * 1943 in Berlin) ist eine deutsche Comiczeichnerin, Coloristin und Animatorin.
Heidi Jäger begann zunächst eine Lehre als Haushaltswarenverkäuferin, aufgrund ihrer Liebe zum Zeichnen stellte sie sich jedoch 1958 bei Johannes Hegenbarth für eine Stelle im Mosaikkollektiv vor. Ab Oktober 1958 arbeitete sie für Mosaik, zunächst vor allem als Coloristin, aber auch für weitere Aufgaben wie das Schreiben der Texte und als Archivarin. Nebenher holte sie ihren Schulabschluss für die 10. Klasse nach. Zusätzlich machte sie einen Kurs im Porträtzeichnen und hospitierte an der Fachschule für Werbung und Gestaltung Berlin. Ihre Mitarbeit bei Mosaik pausierte anschließend bis zum Sommer 1964, da sie eine Ausbildung zur Positiv-Retuscheurin machte. Nach ihrer Rückkehr zu Mosaik war sie dort wieder als Koloristin tätig, bildete sich aber auch von Hegenbarth gefördert künstlerisch immer weiter. Seit der sogenannten Orient-Serie der Digedags war sie als Zeichnerin tätig. Auch nach dem Weggang Hegens und dem Wechsel zu den neuen Protagonisten, den Abrafaxen, blieb Jäger Zeichnerin. Sie war eine von mehreren Figurenzeichnerinnen des Mosaiks, es wird geschätzt, dass sie zwischen 1976 und 1990 etwa 20 Prozent der Figurenzeichnungen ausführte. Hintergrundzeichnungen gehörten nur dann zu ihrem Aufgabengebiet, wenn diese nicht zu kompliziert waren, hierfür gab es eigens Spezialisten, vor allem Egon Reitzl. Viele Massenszenen aus der Zeit zwischen Mitte der 1970er Jahre und 1990 des Mosaiks, das nicht zuletzt dafür besonders bekannt ist, stammten seit dem Tod von Gisela Zimmermann im Jahr 1978 von ihr. Nach der Wende wechselte Jäger zu Hahn Film, wo sie bis zu ihrer Pensionierung 2005 tätig war und unter anderem an Benjamin-Blümchen-Verfilmungen als Animatorin mitwirkte. Gemeinsam mit ihrem Mann Heinz Jäger illustrierte sie das 2006 veröffentlichte Kinderbuch Mutzel-Geschichten von Klaus-Peter Rudolph. Noch 2019 beteiligte sie sich als Zeichnerin an einer Ausstellung für Jürgen Kieser zu dessen 98. Geburtstag in Neubrandenburg.